# Governatorato di Halabja

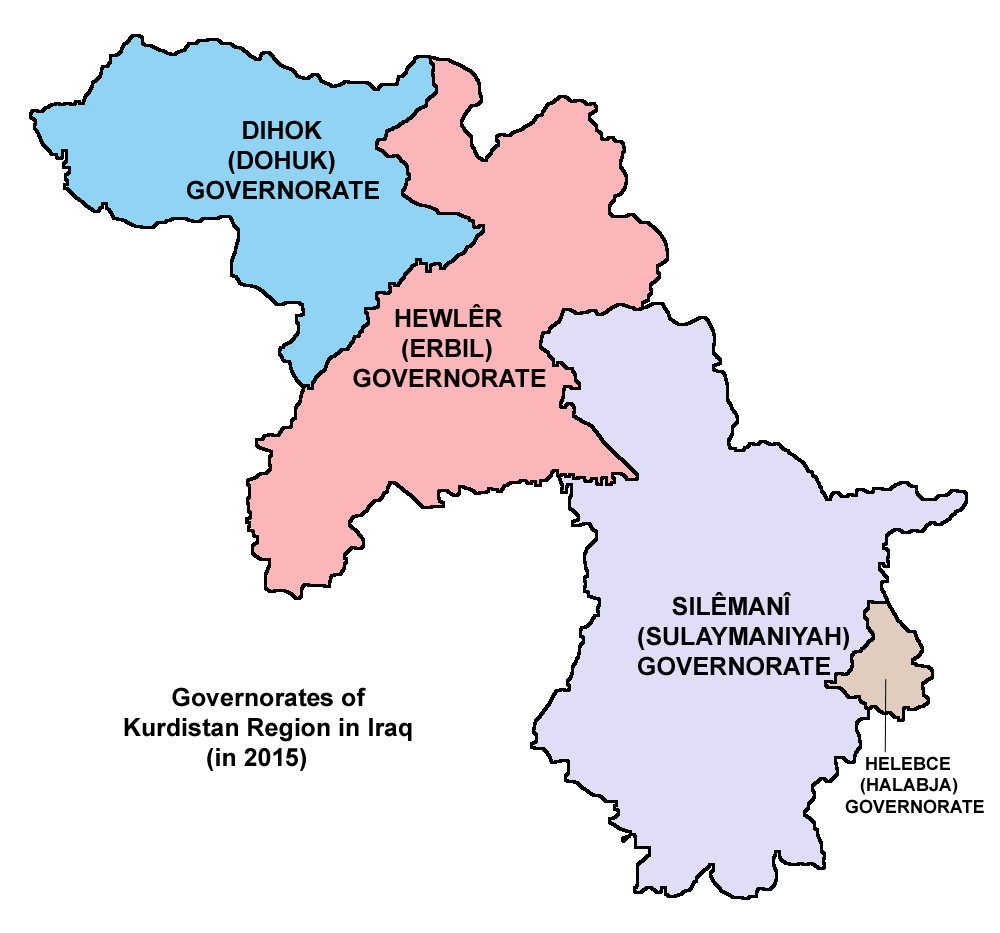
Governatorato di Halabja nel Kurdistan iracheno

Il governatorato di Halabja (in curdo پارێزگای ھەڵەبجە‎, Parêzgeha Helebceyê, in arabo محافظة حلبجة‎?, Muḥāfaẓat Ḥalabǧa) è un governatorato dell'Iraq e fa parte del Kurdistan iracheno. Ha una superficie di 888.915 km²; una popolazione stimata di 277.016 abitanti nel 2023; il capoluogo è la città di Halabja.